# Mount Tabor (Vermont)
Pour les articles homonymes, voir Mount Tabor.
Mount Tabor est une ville américaine située dans le Comté de Rutland, dans le Vermont. Selon le recensement de 2020, sa population est de 210 habitants.